# 張大宗
張大宗（1872年—1925年），字棟臣。清末軍事將領。江蘇海州（今屬連雲港）人。武榜眼及第。

## 生平
光緒十九年（1893年）癸巳恩科本省鄉試中式武舉人，光緒二十一年（1895年）乙未科會試中式武進士，殿試欽點一甲第二名，授二等侍衛，在宮門當差。光緒二十六年（1900年）庚子之亂，帝后西逃，張大宗隨鑾保駕至西安。光緒三十一年（1905年），北洋陸軍學堂卒業。補授山東濟南城守營參將。
辛亥革命後，張大宗不再出仕，回鄉歸農。吳佩孚曾許以督軍職位，不就。晚年好種園，擅雕刻。民國十四年（1925年）卒。時任灌雲縣長陶士奇曾親臨吊唁。

## 遺跡
張大宗中武榜眼後，回鄉祭祖，並建造府第，俗稱“蝦鬚獸”。房屋毀於民國三十五年（1946年）。
其墓在文革中被破壞，至今尚未修復。

## 家族
張大宗父懷瑜，字幼山，附貢生。工詩文書法。
張大宗行四，兄弟五人。長兄大斌，武秀才；次兄大標，武舉人，官至都司；三兄大鵬，工書畫；五弟大澄，習文。
張大宗生二子，皆早夭。由弟大澄次子敦祜過繼為子。敦祜字仰周，抗戰期間加入新四軍，民國三十七年（1948年）於宿遷戰鬥陣亡。